# كيني دي شيبر
كيني دي شيبر (بالفرنسية: Kenny de Schepper) مواليد 29 مايو 1987 في بوردو، هو لاعب كرة مضرب فرنسي بدأ مسيرته كمحترف سنة 2010 يلعب باليد اليسرى ووصل دي شيبر إلى التصنيف العالمي الرقم 627 خلال منتصف عام 2025—بشكل أدق في شهر يونيو 2025 بحسب بيانات ATP Tour، حيث تم تحديث رصيده في آخر الإحصائيات السنوية لهذا الموسم tennistonic.com في تصنيف رابطة محترفي كرة المضرب. أعلى تصنيف له في الفردي كان المركز الـ 62 في سنة 2014. أعلى تصنيف له في الزوجي كان المركز الـ 152 في سنة 2012.

## الخط الزمني للفردي
مفتاح
| ف | ن | ن.ن | ر.ن | د# | د.م | ل | أ.أ | ت | غ | ب | ف | ذ | م.خ | ل.ت |

(ف) فاز بالبطولة (ن) وصل النهائي (ن.ن) نصف النهائي (ر.ن) ربع النهائي (د#) الأدوار الأربعة الأولى (د.م) دور المجموعات (ل) شارك في كأس ديفيز (أ.أ) خرج من الأدوار الاولى (ت) خسر التصفيات التأهيلية (غ) غاب عن الحدث أو البطولة (ب) حصل على ميدالية برونزية (ف) حصل على ميدالية فضية (ذ) حصل على ميدالية ذهبية (م.خ) بطولة الماسترز خُفضت إلى مرتبة أقل (ل.ت) البطولة لم تعقد في السنة المعينة.
لتجنب الارتباك وازدواجية الحساب، يتم تحديث هذه المعلومات إما في نهاية البطولة، أو عندما تكون مشاركة اللاعب في البطولة قد انتهت.
| دورات الجراند سلام |     |     |     |     |     |     |      |
| أستراليا المفتوحة  | غ   | غ   | د1  | ت2  | د2  | د1  | 1–3  |
| فرنسا المفتوحة     | غ   | ت1  | ت2  | د1  | د2  | ت1  | 1–2  |
| بطولة ويمبلدون     | غ   | د1  | د2  | د4  | د1  | د2  | 5–5  |
| أمريكا المفتوحة    | غ   | ت1  | غ   | د1  | د1  | غ   | 0–2  |
| فوز-خسارة          | 0–0 | 0–1 | 1–2 | 3–3 | 2–4 | 1–2 | 7–12 |
| تصنيف نهاية العام  | 470 | 139 | 119 | 84  | 106 | 148 |      |

في عام 2017 تأهل كيني دي شيبر إلى القرعة الرئيسية في مونبلييه، حيث سقط أمام ريتشارد جاسكيه المتأهل للنهائي في ربع النهائي. هزم دي شيبر ميشا زفيريف وإيليا مارشينكو في هذه العملية. وصل إلى نفس المرحلة في ميتز، قبل أن ينتقم ميشا زفيريف من هزيمته السابقة.

## روابط خارجية
- كيني دي شيبر على موقع رابطة محترفي التنس (الإنجليزية)
- كيني دي شيبر على موقع الاتحاد الدولي لكرة المضرب (الإنجليزية)
- كيني دي شيبر على موقع خلاصة التنس.كوم (الإنجليزية)
- كيني دي شيبر على موقع إي إس بي إن.كوم (الإنجليزية)